# 344 a. C.
El año 344 a. C. fue un año del calendario romano prejuliano. En el Imperio romano se conocía como el Año del Consulado de Rutilo y Torcuato (o menos frecuentemente, año 410 Ab urbe condita). 

## Acontecimientos

### Grecia
- El estadista ateniense, Demóstenes, viaja al Peloponeso, para atraer a tantas ciudades como le sean posible de la influencia Macedonia, pero sus esfuerzos son generalmente infructuosos. La mayor de la parte de los peloponesos ven a Filipo II como el garante de su libertad, de manera que ellos remiten una embajada conjunta a Atenas para expresar sus agravios contra las actividades de Demóstenes. En respuesta a estas quejas, Demóstenes pronuncia la Segunda Filípica, que es un vehemente ataque contra Filipo II.

### Imperio persa
- El rey de Caria, Hidrieo, muere, dejando la satrapía persa, por su testamento, a su hermana Ada, con quien él estaba casada.

### Sicilia
- La aristocracia de Siracusa apelar a su ciudad madre de Corinto contra su tirano Dionisio II. El general corintio Timoleón es elegido para liderar una fuerza de liberación a Sicilia. Tomando tierra en Tauromenio (Taormina) en el verano, Timoleón se enfrenta a dos ejércitos, uno bajo Dionisios y el otro bajo Hicetas (tirano de la cercana Leontinos), quien ha llamado también a fuerzas cartaginesas. Por tácticas astutas Timoleón derrota a sus enemigos y ocupa Siracusa.
- Dionisio II marcha al exilio una vez más después de la exitosa invasión de Timoleón de Corinto.

## Fallecimientos
- Hidrieo, sátrapa de Caria perteneciente a la Dinastía Hecatómnida-

## Ciencia y tecnología
- El filósofo y científico griego Aristóteles, viaja de Aso a Lesbos para estudiar historia natural, especialmente biología marina.

- Datos: Q81703